# Ibn Szína-csúcs
Az Ibn Szína-csúcs (tádzsikul: қуллаи Абӯалӣ ибни Сино) vagy Lenin-csúcs (kirgizül: Ленин Чокусу) 7134 m magas hegycsúcs a Pamír hegységben, melynek második legmagasabb pontja az Iszmoilí Szomoní-csúcs után. Kirgizisztán és Tádzsikisztán határán fekszik, mindkét ország második legmagasabb hegycsúcsa. Nevét Ibn Színáról (Avicennáról), a középkori muszlim tudósról, illetve Vlagyimir Iljics Leninről kapta. Egyike a volt Szovjetunió öt hétezres csúcsának, melyek megmászásával a hópárduc címet lehet elnyerni. Az egyik legkönnyebben megmászható hétezres hegycsúcsnak tartják, ezért messze több hegymászó hódítja meg minden évben, mint bármelyik másik hétezrest.
Korábbi nevei 1928-ig Kaufmann-csúcs, Tádzsikisztánban 2006-ig (Kirgizisztánban ma is) Lenin-csúcs.

## Történelem
A csúcsot 1871-ben fedezte fel Alekszej Pavlovics Fedcsenko, és Konstantin Kaufmann turkesztáni kormányzóról Kaufmann-csúcsnak nevezték el. Az első földrajzi expedíció, amely eljutott a hegy lábához, Nyikolaj Leopoldovics Korzsenyevszkij expedíciója volt a 20. század elején.
1928-ban a Német-szovjet Alai-Pamír expedíció három kutatója, Karl Wien, Eugen Allwein és Erwin Schneider mászta meg elsőként a hegyet. Később az év folyamán Vlagyimir Iljics Lenin után a Lenin-csúcs nevet kapta. Ekkor még a Pamír legmagasabb csúcsának tartották, de ugyanebben az évben fény derült rá, hogy a Pamír szovjet oldalán létezik egy nála magasabb hegy. Az új hegycsúcsot először tévesen a Garmo-csúccsal azonosították, de újabb szovjet expedíciók eredményeképpen 1932-re egyértelművé vált, hogy két külön csúcsról van szó; az új csúcsot 1933-ban Sztálin-csúcsnak nevezték el (később Kommunizmus-csúcs, ma Iszmoilí Szomoní-csúcs).
Tádzsikisztánban 2006 júliusában Ibn Szína (Avicenna) középkori muszlim tudós után Ibn Szína-csúcsra nevezték át, míg Kirgizisztánban hivatalosan ma is Lenin-csúcsként ismert.

## Fordítás
- Ez a szócikk részben vagy egészben a Lenin Peak című angol Wikipédia-szócikk ezen változatának fordításán alapul.  Az eredeti cikk szerkesztőit annak laptörténete sorolja fel. Ez a jelzés csupán a megfogalmazás eredetét és a szerzői jogokat jelzi, nem szolgál a cikkben szereplő információk forrásmegjelöléseként.